# Rome: Total War
Rome: Total War — стратегічна відеогра, розроблена студією Creative Assembly, та початково видана Activision; пізніше права на видання були передані Sega. Гра була випущена 22 вересня 2004 року для Microsoft Windows. Mac OS версія була видана 5 лютого 2010 року  Feral Interactive, що також видала версію гри для iPad (10 листопада 2016 року), iPhone (23 серпня 2018 року) та Android (19 грудня 2018 року). Третя гра франшизи Total War.   
Основна кампанія гри проходить в період з 270 року до н. е. (знищення останніх апеннінських ворогів Риму) до 14 року н. е.(смерть Октавіана Августа). Початково гравець має можливість вибирати з-поміж 3-х римських фракцій (Юлії, Бруттії, Сципіони). Деякі інші, не римські, фракції гри можуть бути розблоковані після перемоги в кампанії за римлян або шляхом їхнього підкорення. Геймплей має два виміри: тактичні битви у реальному часі і покрокова стратегія на карті світу, що охоплює територію Європи, Північної Африки і Близького Сходу. Стратегічний вимір дозволяє керувати дипломатією, розвивати інфраструктуру у містах, переміщувати армії. На рівні битв у реальному часі гравець бере на себе командування армією, що може налічувати декілька тисяч солдатів.
Після виходу гра отримала широке визнання критиків. Вона часто називається однією з найвидатніших відеоігор усіх часів. До гри було випущено два офіційних доповнення, Rome Total War: Barbarian Invasion та Rome: Total War: Alexander.
Сиквел-ремейк гри, Total War: Rome II, побачив світ 3 вересня 2013 року.
29 квітня 2021 року випущено перевидання гри під назвою Total War: Rome Remastered.

## Геймплей
Як і в попередніх іграх серії Total War, у Rome: Total War є два основних режими гри: покрокова однокористувацька кампанія, що проводиться на карті світу, і система тактичних баталій в реальному часі, що відбуваються на 3D полях бою.

### Кампанія
Початково гравець приймає командування одним з трьох римських родів Римської республіки: Юліями, Бруттіями або Сципіонами. Є також можливість грати за деякі інші фракції, представлені у грі, або підкорюючи їх шляхом знищення на карті кампанії, або досягаючи перемоги у кампанії ("довгій" чи "короткій" ). Кінцева мета "довгої" кампанії - стати імператором, завоювавши п'ятдесят провінцій, включаючи сам Рим, а "короткої" - контролювати п'ятнадцять провінцій і "пережити" (чи знищити власноруч) певну фракцію або фракції.
Контроль територій у грі представлений захопленням і утриманням головного міста цієї території. Міста підкорюються або навчанням солдатів у містах, які вже перебувають під контролем гравця, та використанням цих солдатів для облоги міст ворога, або шляхом підкупу міста за перехід на іншу сторону. Окрім розширення держави, міста можуть мати позитивні чи негативні впливи на фракції. Наприклад, добре керовані міста можуть забезпечити фракцію, яка контролює їх, цінним доходом від податків, торгівлі та сільського господарства, а погано керовані можуть вимагати більше коштів на утримання, ніж вони заробляють. Міста мають чималу кількість будівель, що можуть бути побудовані або модернізовані, наприклад храми, акведуки та амфітеатри. Будівлі по-різному впливають на місто; наприклад, акведуки покращують охорону здоров’я населення та зменшують бідність, що в свою чергу робить жителів міста щасливішими. Якщо міста стають занадто нещасними, вони можуть повстати і повернутися до держави, яка раніше їх контролювала, або стати частиною загальної фракції "повстанців".
Кожна фракція починає з певною кількістю членів сім'ї. Глава сім'ї - лідер фракції; будь-який член сім'ї-чоловік старше 16 років може бути призначений спадкоємцем поточного лідера. Чоловіки старше 16 років можуть керувати поселеннями і командувати арміями як генерали. Члени сім'ї чоловічої статі можуть бути додані до неї шляхом народження дітей у членів сім'ї, що перебувають у шлюбі, усиновлення або шлюбом з членом сім'ї-жінкою. Зрештою члени сім'ї помирають; природні причини, битви, вбивства, хвороби та стихійні лиха - все це може спричинити загибель персонажів. Члени сім'ї можуть розвивати риси характеру з життєвого досвіду чи спадковості. Ці риси можуть мати як позитивний, так і негативний вплив на статистику персонажів, що, в свою чергу, впливає на їх ефективність на полі бою, наскільки добре вони керують своїми поселеннями та наскільки переконливі в дипломатичних переговорах. На статистику членів сім'ї також можуть впливати члени їхнього особистого почту.
Агенти також можуть набувати рис і членів почту. Агенти - це особливі типи персонажів, яких можна набирати в містах з відповідними будівлями. Існує три типи агентів: шпигуни, дипломати та наймані вбивці. Шпигуни можуть бути використані для збору інформації про склад армій, проникнення в іноземні міста та контррозвідки у власних містах. Під час облоги ворожих міст шпигуни, що дислокуються в цьому місті, мають певну ймовірність відкрити ворота для союзницької їм армії. Кілери можуть вбивати персонажів та агентів інших фракцій, а також здійснювати саботажі в їхніх містах. Шпигуни та вбивці мають шанс загинути під час виконання своїх завдань. Дипломати можуть пропонувати різноманітні дипломатичні угоди іншим фракціям, такі як альянси, данину чи торгові права. Вони також можуть спробувати підкупити іноземні армії, міста, агентів та членів сім'ї, щоб вони або перебігли на сторону держави дипломата, або, якщо підкуплені солдати не "сумісні" з його фракцією, дезертирували.

### Битви
На додаток до покрокової кампанії, Rome: Total War також пропонує 3D-бої в режимі реального часу. Битви можна розігрувати як частину більшої кампанії, власну битву проти ШІ, попередньо встановлену "історичну битву", засновану на реальних протистояннях історичного періоду, представленого в грі, або як багатокористувацьку битву проти інших гравців. На відміну від кампанії, яка має карту світу, битви відбуваються на окремих полях. Місцевість поля бою може зіграти ключову роль у тому, як він відбувається. У більшості випадків кінцева мета битви - перемогти ворожі сили, вбиваючи або змушуючи відступати всі їхні війська; в облозі атакуюча сторона також може досягти перемоги, захопивши та утримуючи центр міста 3 хвилини. У боях гравець командує солдатами, які формують підрозділи військ. У грі представлені різноманітні бойові одиниці, які можна широко розділити на піхоту, кавалерію, метальну піхоту та облогові машини. Підрозділи мають різний моральний дух, очки здоров'я та загальні бойові навички. Якщо моральний дух підрозділу падає занадто низько, його солдати припиняють бойові дії та намагаються втекти з поля бою. Підрозділи можуть формувати різні бойові порядки, які змінюють їх ефективність у бою; наприклад, більшість типів списоносців можуть утворювати фалангу, тоді як більшість римських солдатів-легіонерів можуть формувати черепаху. Обидва ці порядки жертвують мобільністю на користь захищеності. Гравець також може застосовувати складні тактики, щоб досягти перемоги; наприклад, солдати можуть нападати на ворогів із засідки у сусідньому лісі, або атакувати фланги противника, для уникнення фронтового зіткнення з ним.

## Доповнення

### Barbarian Invasion
Доповнення Barbarian Invasion дозволяє гравцеві взяти під контроль варварські країни Європи та Близького Сходу під час Великого переселення народів. Також воно додає більш складну систему релігії, яка тепер більше впливає на заворушення та популярність правлячої родини. Кампанія проходить з 363 по 476 роки н. е.

### Alexander
Розширення Alexander ставить гравця в роль Александра Македонського і відтворює його завоювання та битви. Кампанія відбувається в період між 336 та 323 роками до н. е.

## Розробка
Демо-версія гри була випущена 23 серпня 2004 року та є у вільному доступі для завантаження. У ньому представлена ігрова версія "Битви при Требії", де гравець виконує роль полководця Ганнібала.
До виходу попередня, але повністю працездатна версія ігрового рушія була використана у двох серіях телевізійних програм: Decisive Battles на каналі History, де вона використовувалася для відтворення відомих історичних битв, і Time Commanders від BBC Two, де команди незнайомих з грою учасників керували стародавніми арміями та відтворювали ключові битви античності. Ігровий механізм був налаштований для цих телевізійних шоу військовими істориками для максимальної історичної достовірності. Крім того, обидві серії мали той самий музичний супровід, що і битви в Rome: Total War.
Оригінальний музичний саундтрек до гри створив Джефф ван Дейк, який за свою роботу отримав номінацію BAFTA (Британська академія). Його дружина Анжела ван Дейк бере участь у деяких вокалах, включаючи Forever, який грає під час титрів гри; Анжела також написала тексти пісні "Divinitus" на квазілатині.
Через відключення багатокористувацьких служб GameSpy у травні 2014 року гра була перенесена до Steamworks в патчі 1.51.
Версія для iPad, розроблена Feral Interactive, була анонсована 12 серпня 2016 року та випущена 10 листопада 2016 року. Версія для iPhone була випущена 23 серпня 2018 року. Версія для Android була анонсована 8 листопада 2018 року та випущена 19 грудня 2018 року.

### Модифікації
Rome: Total War дозволяє маніпулювати деякими ігровими ресурсами, включаючи текстові файли та текстури, що призвело до створення великої кількості модів до гри.

## Оцінки й відгуки

### Продажі
За даними The NPD Group, Rome: Total War стала 20-й за продажами комп’ютерною грою 2004 року. Вона зберегла цю позицію на щорічному графіку продажів комп'ютерних ігор NPD наступного року. Лише в США гра про
| Агрегатор  | Оцінка                 |
| ---------- | ---------------------- |
| Metacritic | PC: 92/100 iOS: 83/100 |

| Видання        | Оцінка  |
| -------------- | ------- |
| Eurogamer      | 9/10    |
| Game Informer  | 7.75/10 |
| GameRevolution | A−      |
| GameSpot       | 9.1/10  |
| GameSpy        | [ 28 ]  |
| IGN            | 9.4/10  |
| X-Play         | [ 30 ]  |

далась в кількості 390 000 примірників і до серпня 2006 року заробила 16,8 млн. доларів. На той час це змусило журнал Edge оголосити її 40-ю найбільш продаваною комп’ютерною грою та найпопулярнішою грою з серії Total War. Серія загалом, включаючи Рим, до серпня 2006 року продалась в кількості 1,3 млн. копій у США. До 2013 року продажі у регіоні Rome: Total War склали 876 000 примірників. Гра також отримала нагороду "Platinum" від Асоціації видавців програмного забезпечення для розваг та відпочинку (ELSPA), що відзначає продажі принаймні 300 000 примірників у Великій Британії.
До грудня 2004 року Rome: Total War мала об'єми продажів на німецькому ринку щонайменше у 100 000 одиниць.

### Відгуки критиків
Гра отримала "загальне визнання" за даними вебсайту зі збору оглядів Metacritic. Багато рецензентів вважали її однією з найкращих стратегічних ігор усіх часів; гра здобула численні нагороди та високі бали від ігрових вебсайтів та журналів.
Computer Games Magazine назвав Rome: Total War п'ятою найкращою комп'ютерною грою 2004 року. Редактори написали: "Якщо є чарівна формула, як створити чудову стратегічну гру, Creative Assembly добре її вивчили". Редакція Computer Gaming World висунула Rome своєю "Стратегічною грою року (у реальному часі)" у 2004 році, проте вона програла Warhammer 40 000: Dawn of War. Гра була номінована на щорічну премію GameSpot в категорії "Найкраща графіка, техніка".

## Продовження
2 липня 2012 року The Creative Assembly оголосили про розробку Total War: Rome II як наступного видання у серії Total War. Rome II вийшла 3 вересня 2013 року, та стала наступником Rome: Total War, пропонуючи геймплей за часів Римської республіки та Імперії, більшу карту кампанії, а також ряд ігрових механік, як нових, так і перенесених із попередніх ігор Total War.